# Països Baixos (regió històrica)

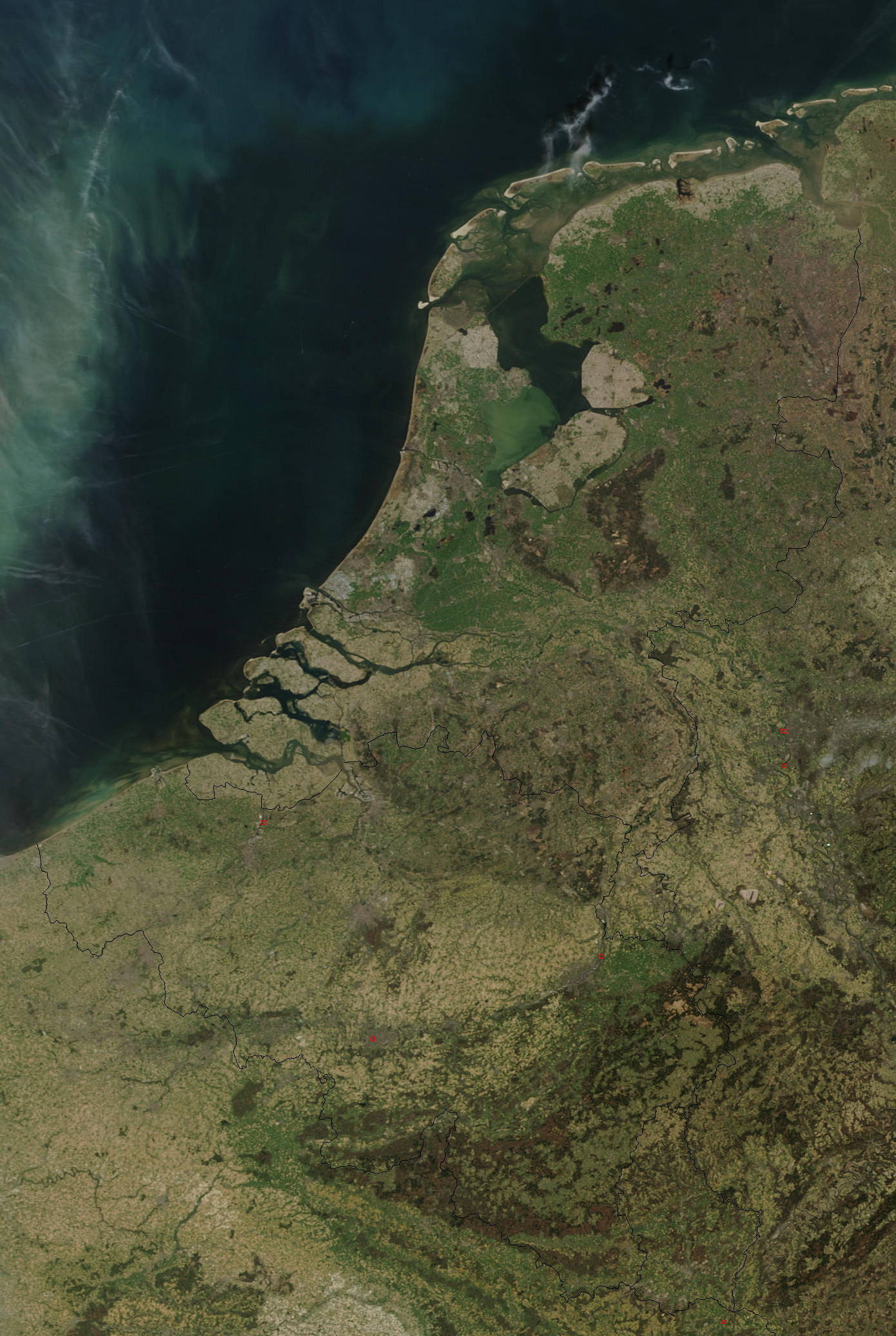
Els Països Baixos

Els Països Baixos (De Lage Landen o De Nederlanden en neerlandès) és una expressió bastant recent que defineix una regió històrica de l'Europa occidental que comparteix una cultura i una història comunes. El terme és particularment apropiat per als períodes de l'edat mitjana i l'edat moderna quan la regió estava més o menys unificada políticament. Avui en dia, el Benelux és allò que més s'hi assembla.
El seu territori no està clarament definit, però correspon habitualment a Bèlgica, els Països Baixos, el Gran Ducat de Luxemburg i el nord de França, que també s'anomena Països Baixos francesos, així com alguns territoris de l'oest d'Alemanya.

## «Belgica», adjectiu i nom propi
L'ús més antic dels termes «Belgae» i «Belgica» coneguda ve de l'obra de Juli Cèsar De bello gallico. Divideix la Gàl·lia que ha conquerit en tres parts: els gals pròpiament dits, els aquitanis i els belgues. Aquests últims són separats dels gals pel Sena i el Marne. Sota August, la Gàl·lia és dividida per Marc Vipsani Agripa en tres províncies i una d'elles porta el nom de «Belgica». Aquesta última serà reorganitzada sota Domicià, que la divideix en tres noves províncies, una «Gallia Belgica» i dues «Germaniae». La «Gallia Belgica» serà posteriorment dividida en dos: «Belgica Prima» i «Belgica Secunda». La Bèlgica actual només és una part d'aquestes antigues províncies romanes. La major part del seu territori se situa a «Germania Inferior» (més tard anomenada «Germania Secunda») i «Belgica Secunda».
Aquests termes desapareixen gairebé totalment després de les grans invasions i només subsisteixen sota la ploma d'alguns eclesiàstics. No reapareixen fins a la segona meitat del segle ix, després de l'escissió de l'imperi de Carlemany, amb la creació de Lotaríngia. Els clergues de l'època, a causa de la fidelitat a la llengua i la cultura antigues que caracteritza els intel·lectuals d'aquesta època, utilitzen el terme «Belgica» per designar el regne de Lotari II situat entre la «Gallia» de Carles el Calb i la «Germania» de Lluís el Germànic. Les denominacions «Belgae», «Belgica» i «Gallia Belgica» desapareixen de nou al segle xii després de la desaparició de la Lotaríngia.
Als segles XV i XVI, els diferents territoris es retroben a poc a poc sota mateixa autoritat. El terme «Belgica» subsisteix sota la ploma dels humanistes del Renaixement, però el seu ús es limita als cercles intel·lectuals tot responent a una necessitat, car es busquen denominadors comuns per a aquests principats. Els mapes que representen el conjunt dels Països Baixos, que engloben la futura Bèlgica, el nord de França i l'estat actual dels Països Baixos, porten el títol de Leo Belgicus. Un altre terme apareix: «Belgium», «Belgia». Als mapes publicats en aquell temps de la lluita contra l'imperi Habsburg d'Espanya, les mencions «Belgica Regia» per a designar el territori de la futura Bèlgica amb el nord de França i «Belgica Foedera» per a designar el territori del futur estat dels Països Baixos.
Als segles XVII i XVIII, la paraula «Belgica» torna a esdevenir un terme administratiu i el nom d'una al·legoria que representa la «nimfa dels Països Baixos». El príncep d'Orange bateja una de les seves filles amb el nom de Caterina Bèlgica. El dramaturg Joost van den Vondel, considerat el Shakespeare holandès, fins i tot anomenà Belgial'heroïna d'una obra de teatre dins de la qual aquest personatge té el paper dels Països Baixos martiritzats pels espanyols. L'abast semàntic del nom es redueix tanmateix amb la divisió de les Disset Províncies després de la Guerra dels Vuitanta Anys: cada vegada és més utilitzat per a parlar només de les províncies meridionals i els seus habitants, però roman un sinònim de «neerlandès» en llengua neerlandesa. Havent succeït la dinastia dels Habsburg austríacs a la dels d'Àustria sobre els «Països Baixos del Sud», aquests han de suportar un protectorat que s'exerceix des de Viena amb el nom de «Bureau Belge». Tanmateix, una altra revolució instal·la a Brussel·les un règim independent amb el nom dels Estats Units Bèlgics, dit «Verenigde Nederlandse Staten» o «Verenigde Belgische Staten» en neerlandès. Seguidament, durant l'annexió forçada a França, el terme belge esdevé habitual per a designar els habitants de les regions de l'actual Regne de Bèlgica. El 1830, el mot «Belgique» esdevé un substantiu i el mot belge esdevé un qualificatiu.

## Situació geopolítica
El terme no és habitual en contextos moderns (del s. XVI a principis del XIX), particularment en francès, car aquesta regió històrica no correspon pas exactament als estats sobirans dels Països Baixos, Bèlgica i Luxemburg que formen des de la Segona Guerra Mundial el Benelux.
Abans de la creació dels estats nació a principis de l'edat contemporània, els Països Baixos es refereixen a una àmplia part de l'Europa del Nord que va des de Gravelines al sud-oest a Delfzijl al nord-est i de Thionville al sud-est a les Illes Frisones al nord. Són l'escenari de l'aparició de les ciutats medievals de l'Europa del Nord, construïdes ex nihilo més sovint que sobre assentaments antics, que marca la renovació d'Europa al s. XII. És en aquest període que aquesta regió esdevé una de les zones més densament poblades juntament amb el nord d'Itàlia.
Es tracta, més aviat que d'una gran regió homogènia, d'un conjunt bastant heterogeni de regions que tenen tanmateix un gran nombre de similituds. La majoria de les regions es troben a la costa del mar del Nord o del canal de la Mànega, cosa que empenyé els neerlandòfons a anomenar els Països Baixos els Lage Landen bij de zee (o més rarament Lage Landen aan de zee, «Països Baixos al costat del Mar»). Les altres regions a l'interior dels terres estan connectades a les primeres per les conques de l'Escalda i el Mosa de tal manera que juntes formen un gran rerepaís. Aquesta gran zona econòmica té una llarga història econòmica comuna, molt aviat basada en el comerç i la indústria, amb llibertat de circulació dels béns i de les persones.

## Lingüística
Els Països Baixos històrics formen un conjunt lingüísticament heterogeni. El neerlandès i les llengües regionals afins formen el grup lingüístic més important tant en superfície com en població. El francès i les llengües romàniques regionals són el segon grup lingüístic. També s'hi parla alemany, luxemburguès i fràncic a l'est i frisó occidental al nord.

## Història
Els nervis belgues ocupen el sud del Mosa; els germànics frisons ocupen l'est de l'IJssel fins a l'Ems; entre els dos, la tribu germanocelta dels bataus ocupa la Insula Batavorum. El 57 aC Juli Cèsar arriba al Rin. El 15 dC Drus travessa el Rin i ocupa Insula Batavorum fins al llac Flevo (Zuiderzee); els bataus esdevenen socii de l'Imperi Romà. El 69 els bataus es rebel·len amb Civilis, però posteriorment se sotmeten i proporcionen a Roma cavallers i marins. Cap al 250 els francs ocupen els terres dels bataus i s'hi fusionen.
El 695 el bisbat d'Utrecht és fundat i la cristianització del país comença amb sant Willibrord. Cap al 800 els frisons són sotmesos per Carlemany.
El 843 Tractat de Verdun: el país passa a formar part de Frància Mitjana (posteriorment del Ducat de Lotaríngia el 955 i finalment la Baixa Lotaríngia el 959). Entre el 954 i el 1406 el país és constituït per diverses senyories, incloent-hi tres ducats: Brabant, Gueldre i Clèveris. El 26 de setembre de 1345 Guillem II d'Hainaut i de Hannover, encerclat pels frisons a Stavoren, és decapitat.